# Miguel Albareda Creus
Miguel Albareda Creus (Sabadell, 20 de febrero de 1919 - Sabadell, 13 de abril de 2012) fue un jugador de ajedrez español.

## Resultados destacados en competición
Fue una vez subcampeón de España, en 1945 por detrás del maestro internacional Antonio Medina García. Fue ocho veces Campeón de Cataluña de ajedrez, en los años 1943, 1945, 1954, 1957, 1958, 1959, 1962 y 1963, y resultó subcampeón en cuatro ocasiones, en los años 1946, 1948, 1953 y 1965.
Ganó el Torneo de Sabadell del año 1944.
Participó representando a España en las Olimpíadas de ajedrez de 1958 en Múnich, en el Campeonato de Europa de ajedrez por equipos de 1961 en Oberhausen y en seis Copa Clare Benedict en los años 1958 en Neuchâtel, 1959 en Lugano, 1960 en Biel/Bienne, 1962 en Berna, 1963 en Lucerna y 1965 en Berlín Oeste.